# Leśnica
Leśnica là một thị trấn thuộc huyện Strzelecki, tỉnh Opolskie ở nam Ba Lan. Thị trấn có diện tích 15 km². Đến ngày 1 tháng 1 năm 2011, dân số của thị trấn là 2840 người và mật độ 196 người/km².